# Matteo Zurloni
Matteo Zurloni (Segrate, 20 marzo 2002) è un arrampicatore italiano, detentore del record europeo nella categoria speed.

## Biografia
Nel 2023 al campionato del mondo di arrampicata è diventato il 2° italiano, dopo Ludovico Fossali, a vincere la gara di speed con il nuovo record europeo di 5"023, sfruttando in finale la partenza falsa di Jinbao Long.
Grazie a questo successo ha ottenuto un pass nominale per le Olimpiadi di Parigi.
È anche in possesso del record italiano con 4"95, stabilito in Coppa Italia a Brugherio il 17 febbraio 2024, e quindi non valido come record europeo in quanto non realizzato in competizione internazionale.
Nella fase di qualificazione del torneo olimpico di Parigi 2024, ha ulteriormente migliorato il record europeo, stabilendo un tempo di 4"940.

## Palmarès

### Campionato del mondo
|       | 2023 |
| ----- | ---- |
| Speed | 1    |